# Lunano

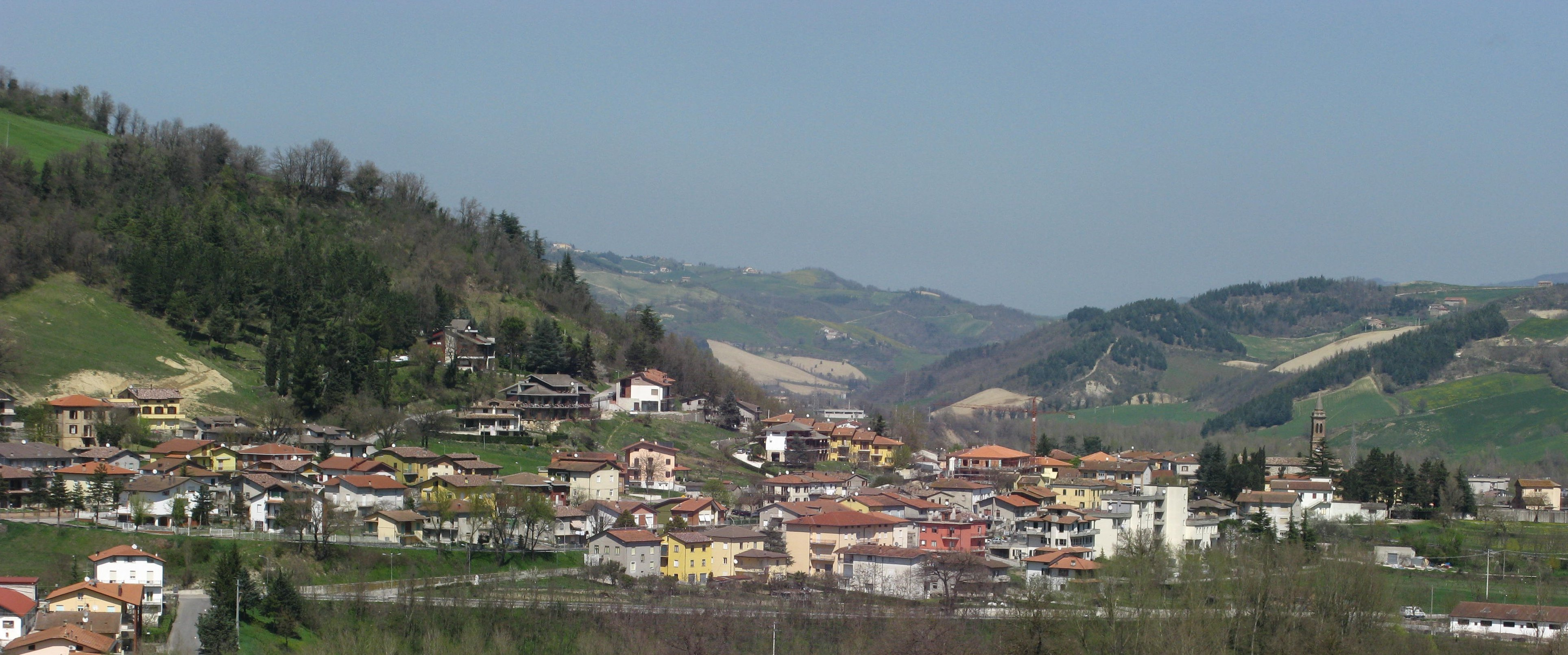
Blick auf Lunano

Lunano (im gallomarkesischen Dialekt: Lunèn) ist eine italienische Gemeinde (comune) mit 1427 Einwohnern (Stand 31. Dezember 2023) in der Provinz Pesaro und Urbino in den Marken. Die Gemeinde liegt etwa 42,5 Kilometer südwestlich von Pesaro und etwa 15 Kilometer westlich von Urbino am Foglia und gehört zur Comunità montana del Montefeltro.

## Verkehr
Hier beginnt die Strada Statale 687 Pedemontana delle Marche nach Sant’Angelo in Vado.